# Трговище (Словенія)
Трговище (словен. Trgovišče) — поселення в общині Ормож, Подравський регіон, Словенія.